# Arrondissement Lons-le-Saunier
Lons-le-Saunier is een arrondissement in het Franse departement Jura, gelegen in de regio Bourgogne-Franche-Comté. De onderprefectuur van het arrondissement is Lons-le-Saunier.

## Kantons

Ligging van kantons in Lons-le-Saunier

Arrondissement Lons-le-Saunier had tot 2014 volgende 19 kantons:
| 1. Arbois 2. Arinthod 3. Beaufort 4. Bletterans 5. Champagnole 6. Chaumergy 7. Clairvaux-les-Lacs 8. Conliège 9. Lons-le-Saunier-Nord 10. Lons-le-Saunier-Sud |  | 1. Nozeroy 2. Orgelet 3. Les Planches-en-Montagne 4. Poligny 5. Saint-Amour 6. Saint-Julien 7. Salins-les-Bains 8. Sellières 9. Voiteur |

Na de herindeling van de kantons bij decreet van 17 februari 2014 met uitwerking op 22 maart 2015 omvat het volgende kantons:
- Kanton Arbois
- Kanton Bletterans  (deel : 38/58)
- Kanton Champagnole
- Kanton Lons-le-Saunier-1
- Kanton Lons-le-Saunier-2
- Kanton Moirans-en-Montagne  (deel : 35/50)
- Kanton Poligny  (deel : 32/42)
- Kanton Saint-Amour
- Kanton Saint-Laurent-en-Grandvaux  (deel : 54/62)